# AS Roma 1978/1979
Sezon 1978/1979 klubu AS Roma.

## Sezon
Sezon 1978/1979 był ostatnim dla Gaetano Anzalone w roli prezydenta Romy. Hitem transferowym był transfer Roberto Pruzzo z Genoi, który z 9 golami stał się najlepszym strzelcem Romy w sezonie. W trakcie sezonu doszło do zmiany trenera - Gustavo Giagnoniego zastąpił Ferruccio Valcareggi, który doprowadził "giallorossich" do 10. miejsca w Serie A.

## Rozgrywki
- Serie A: 10. miejsce
- Puchar Włoch: 1. runda

## Skład i ustawienie zespołu
| W SEZONIE 1978/1979    |        |                |       |      |
| Imię i nazwisko        | Kraj   | Data urodzenia | Mecze | Gole |
| Trener                 |        |                |       |      |
| Gustavo Giagnoni       | Włochy | 23.03.1933     |       |      |
| Ferruccio Valcareggi   | Włochy | 12.12.1919     |       |      |
| Bramkarze              |        |                |       |      |
| Paolo Conti            | Włochy | 01.04.1950     | 30    | 0    |
| Franco Tancredi        | Włochy | 10.01.1955     | 1     | 0    |
| Obrońcy                |        |                |       |      |
| Giacomo Chinellato     | Włochy | 29.06.1955     | 22    | 0    |
| Franco Peccenini       | Włochy | 16.08.1953     | 22    | 0    |
| Francesco Rocca        | Włochy | 02.08.1954     | 17    | 0    |
| Sergio Santarini       | Włochy | 10.09.1947     | 24    | 0    |
| Luciano Spinosi        | Włochy | 09.05.1950     | 21    | 0    |
| Pomocnicy              |        |                |       |      |
| Walter Allievi         | Włochy | ?              | 2     | 0    |
| Loris Boni             | Włochy | 1954           | 16    | 0    |
| Paolo Borelli          | Włochy | ?              | 14    | 0    |
| Michele De Nadai       | Włochy | 08.09.1954     | 26    | 3    |
| Giancarlo De Sisti     | Włochy | 13.02.1943     | 25    | 0    |
| Agostino Di Bartolomei | Włochy | 08.04.1955     | 28    | 5    |
| Paolo Giovannelli      | Włochy | 01.10.1960     | 9     | 0    |
| Massimo Lattuca        | Włochy | ?              | 1     | 0    |
| Domenico Maggiora      | Włochy | 14.01.1955     | 25    | 0    |
| Roberto Scarnecchia    | Włochy | 20.06.1958     | 12    | 0    |
| Napastnicy             |        |                |       |      |
| Walter Casaroli        | Włochy | 1957           | 10    | 0    |
| Roberto Pruzzo         | Włochy | 01.04.1955     | 29    | 9    |
| Guido Ugolotti         | Włochy | ?              | 22    | 6    |